# Орхиектомија
Орхиектомија (такође названа орхидектомија) је хируршки поступак у којем се уклања један или оба тестиса. Операција се може извршити из различитих разлога:
- лечење рака тестиса
- као део операције потврђивања пола за трансродне жене
- као управљање напредним раком простате[4]
- за уклањање оштећених тестиса након торзија тестиса.
- након трауме или сложене руптуре tunica albuginea.
- као лечење синдрома бола након вазектомије.

Ређе се орхиектомија може извршити након трауме, или због пропадања једног или више тестиса.

## Поступак

### Једноставна орхиектомија
Једноставна орхиектомија се обично изводи као део операције потврђивања пола за трансродне жене, или као палијативно лечење за напредне случајеве рака простате. Једноставна орхиектомија може такође бити потребна у случају торзија тестиса.
За поступак, особа лежи равно на операционом столу са пенисом залепљеним за абдомен. Медицинска сестра брије мали део за рез. Након што је анестетик дат, хирург прави рез у средишњој тачки скротума и сече кроз основно ткиво. Хирург уклања тестисе и делове семенског канала кроз рез. Рез се затвара са два слоја шавова и покрива се хируршким завојем. Ако се жели, протетски тестиси се могу уметнути пре затварања реза да би се представио спољашњи изглед пре-хируршког скротума.

### Субкапсуларна орхиектомија
Субкапсуларна орхиектомија се такође обично изводи за лечење рака простате. Операција је слична оној једноставне орхиектомије, с изузетком што се жлездано ткиво које окружује сваки тестис уклања уместо целог тестиса. Овај тип орхиектомије се изводи да би се уклонило ткиво које производи тестостерон док се одржава изглед обичног скротума.

### Ингвинална орхиектомија
Ингвинална орхиектомија (названа по латинском inguen за "препон", а такође се зове радикална орхиектомија) се изводи када се сумња на почетак рака тестиса, да би се спречило могуће ширење рака из семенског канала у лимфне чворове близу бубрега.
Ингвинална орхиектомија може бити унилатерална (један тестис) или билатерална (оба тестиса). Хирург прави рез у препонској области (за разлику од реза у скротуму, као што се ради у једноставним и субкапсуларним орхиектомијама). Цео семенски канал се уклања, као и тестис(и). Дуг, неапсорбујући шав може се оставити у пању семенског канала у случају да се касније сматра потребном операција. Након што су канал и тестис(и) уклоњени, хирург пере област физиолошким раствором и затвара слојеве ткива и коже шавовима. Рана се затим покрива стерилном газом и завија.

### Парцијална орхиектомија
Парцијална орхиектомија је опција за појединце са тестикуларним масама који желе да сачувају своје тестисе и њихову функцију. Током операције, тестис се излаже на сличан начин као код ингвиналне орхиектомије. Када се тестис излаже и семенски канал стегне, постоји тренутна дебата о томе да ли хирурзи треба да примене хладну исхемију што значи потапање органа, у овом случају тестиса, у хладну/замрзавајућу средину. Без обзира на то да ли је потопљен и замрзнут, следећи корак је сечење tunica vaginalis и ултразвук се користи за проналажење тумора. Након тога, тумор се стружи са тестиса у процесу који се зове енуклеација. Након енуклеације, узимају се биопсије ткива која окружују тестис где се маса некад налазила. Након тога, сваки слој или tunica тестиса се зашива и тестис се враћа у скротум. Слојеви коже се такође затварају шавовима.

## Предоперативна разматрања
Смернице наводе да се саветовање о плодности треба понудити свим пацијентима који се подвргавају ингвиналној орхиектомији, јер постоји ризик од смањене плодности или неплодности. Тестикуларни герминални ћелијски тумори (ТГЦТ) чине 95% случајева рака тестиса код младих мушкараца. ТГЦТ је повезан са абнормалним параметрима семена. Пошто се рак тестиса обично дијагностикује код младих, плодних мушкараца, критично је да се ови појединци едукују о чувању свог семена кроз замрзавање (криопрезервација) и заврше процену плодности пре операције. Поред тога, саветовање и едукација о постављању тестикуларне протезе се препоручују да се дају пре него што се појединац подвргне орхиектомији или пре ингвиналне експлорације са могућношћу орхиектомије. Ово је елективна операција која се може урадити у време орхиектомије. Постављање тестикуларне протезе има познате психолошке користи (видети испод). Иако су ризици за компликације са протезом ниски, појединци треба такође да буду обавештени о могућности инфекције, ротације и замене протезе.

## Постоперативна нега
Након орхиектомије, онима који су се подвргли поступку се саветује да избегавају купање, пливање и подизање тешких предмета најмање месец дана. Ако је појединац раније узимао хормонске и/или хормон-блокирајуће лекове, модификације њихових лекова би биле потребне након поступка. Сви андроген-блокирајући лекови, као што су спиронолактон или ципротерон, се заустављају, а естрогенски хормони се могу наставити по дискрецији лекара. Постоперативно управљање болом укључује леђење хируршког места, ношење подржавајућег доњег веша и употребу лекова за ублажавање бола (аналгетици) као што су ацетаминофен или ибупрофен; за јачи бол, могу бити потребни наркотички аналгетици. Контролни преглед за праћење опоравка и зарастања је рутинска пракса.

## Ризици и компликације
Ризици и компликације треба да се дискутују са појединцем пре операције. Ризици и компликације за ингвиналну орхиектомију укључују скротални хематом (акумулација крви у скротуму), инфекцију, постоперативни бол (60% иницијално, 1,8% годину дана након), синдром фантомског тестиса (бол у бубрегу као резултат трауме од тестиса), смањену плодност, а са ређим компликацијама су ингвинална кила, повреда илиоингвиналног нерва, изливање тумора и хипогонадизам.

## Ефекти
Унилатерална орхиектомија резултује смањеним бројем сперматозоида али не смањује нивое тестостерона. Билатерална орхиектомија изазива неплодност и значајно смањене нивое тестостерона. Код цисродних мушкараца, ово може довести до нежељених ефеката укључујући губитак сексуалног интересовања, еректилна дисфункција, валунге, увећање груди (гинекомастија), повећање тежине, губитак мишићне масе и остеопороза. Откривено је да неки појединци са историјом рака простате који су имали билатералну орхиектомију имали су ефекте на производњу нове кости, што је резултовало повећаним ризиком од прелома костију због недостатка тестостерона након поступка.
Билатерална орхиектомија такође смањује употребу егзогених лекова за трансродне жене; смањење тестостерона елиминише потребу за лековима који блокирају тестостерон и може допринети феминизујућим карактеристикама као што је увећање груди.

### Психосоцијални ефекти
Код цисродних мушкараца, губитак једног или оба тестиса од орхиектомије може имати озбиљне импликације у идентитету и самосликама које се тичу мужевности, тако да може довести до мисли о безнадежности, неадекватности и губитку. Међу мушким преживелим рака тестиса који су изгубили тестис, постоје осећања стида и губитка, која су очигледнија код младих и самачких мушкараца него код старијих и не-самачких мушкараца. Чак једна трећина мушкараца који ће се подврћи орхиектомији не добија понуду за тестикуларну протезу. Подаци показују да само понуда тестикуларне протезе мушкарцима који се подвргавају орхиоектомији има психолошке користи. Док неким мушкарцима не смета губитак тестиса, студије су показале да постоји промена у слици тела код преживелих рака тестиса који су се подвргли орхиектомији и побољшање слике тела код 50–60% појединаца који се подвргну постављању тестикуларне протезе. Годину дана након постављања тестикуларне протезе, постоје извештаји о повећању самопоштовања и психолошког благостања током сексуалне активности у студији која је пратила постоорхиектомијске појединце укључујући адолесценте. С друге стране, постоји тренутна дебата да ли деци која се подвргавају орхиектомији треба понудити тестикуларну протезу која се уметне у време поступка орхиектомије.

## Медицинске употребе

### Орхиектомија као поступак промене пола
Билатерална једноставна орхиектомија је једна опција операције потврђивања пола за трансродне жене. Може се извршити као самостални поступак или у исто време као вагинопластика. Билатерална орхиектомија се сматра првом пре подвргавања вагинопластици. Вагинопластика се и даље може спровести након билатералне орхиектомије, јер орхиектомија чува пеноскроталну кожу која се касније може трансформисати у кожни режањ. Поред тога, то је опција за оне који не могу да се подвргну вагинопластици због ризика од компликација.
Поред ублажавања родне дисфорије, поступак омогућава трансродним женама да престану са узимањем лекова који блокирају тестостерон, што може изазвати нежељене нуспојаве. Неки уобичајени лекови који блокирају тестостерон које већина користи пре подвргавања орхиектомији су спиронолактон и ципротерон. Уобичајене нуспојаве које изазива спиронолактон су поспаност, конфузија, главобоља, умор, мучнина/повраћање, гастритис, полиурија, полидипсија и електролитни дисбаланс (хиперкалемија). Ципротерон може изазвати нуспојаве као што су умор, лоше расположење и фулминантни хепатитис. Орхиектомија омогућава појединцима да престану са узимањем ових лекова и избегну ове штетне ефекте. То је такође алтернатива за трансродне жене које имају контраиндикације за антиандрогене и минимално инвазивни поступак за елиминацију нивоа тестостерона.

#### Предоперативна процена

##### Критеријуми Светске професионалне асоцијације за трансродно здравље (WPATH)
Критеријуми Светске професионалне асоцијације за трансродно здравље (WPATH) се користе као оквир за вођење здравствених радника у одобравању или одбијању орхиектомије. Када трансродна особа жели да заврши орхиектомију, она је у стању родне неусклађености и мора испунити критеријуме пре извођења поступка. Критеријуми су следећи:
(i) трајна, документована родна дисфорија,
(ii) способност доношења информисаних одлука и пристанак на лечење,
(iii) добро контролисани медицински или ментални здравствени коморбидитети, и

(iv) употреба хормонске терапије током 12 месеци.
Поред тога, особе које желе да прођу кроз поступак морају да добију упуте од два независна квалификована стручњака за ментално здравље. Овај упут треба да укључи "демографске информације појединца, резултате психосоцијалне процене, трајање терапијског односа, тип процене и терапије која је изведена, да ли су критеријуми за операцију испуњени и да ли је добијен информисани пристанак од пацијента."

#### Остала медицинска разматрања
Појединац који тежи да се подвргне орхиектомији се процењује од стране здравственог радника да се осигура да је поступак безбедан. Многи кандидати за орхиектомију су на естрогенској терапији пре операције, што повећава ризик од интраоперативне венске тромбоемболије (ВТЕ); стога, пружалац мора узети овај ризик у обзир и одредити да ли је профилакса (превенција) потребна. Тренутни пушачи, појединци са ограниченом покретљивошћу, појединци старији од 40 година и појединци који имају медицинску историју тромболитичког поремећаја су под већим ризиком од развоја ВТЕ. За ове популације високог ризика, препоручује се употреба секвенцијалних компресијских уређаја током операције да се спрече ВТЕ компликације.

### Орхиектомија као дијагноза и лечење рака тестиса
Рак тестиса се најчешће јавља код мушкараца узраста 15 до 34 године. У 2017. години, било је 8.850 нових случајева и 410 смртних случајева у Сједињеним Државама.
Америчка уролошка асоцијација (АУА) и Европска асоцијација урологије (ЕАУ) смернице из 2019. препоручују снимање тестикуларним ултразвуком код било ког појединца за кога се сумња да има рак тестиса након физичког прегледа. Ултразвук помаже у диференцирању дијагноза тако да појединац може избећи потребу хируршког приступа ингвиналне орхиектомије. Ингвинална орхиектомија је златни стандард приступа лечењу за оне са потврђеном малигношћу рака тестиса. Стога је императивно дијагностиковати појединца као имајућег бенигни тумор наспрам малигног тумора. Бенигни тумори су канцерозне масе типично ван тестиса или око њега (екстратестикуларни), док малигни тумори типично леже унутар/унутар тестиса (интратестикуларни).
Орхиектомија се користи не само као опција лечења, већ и као дијагностички алат за рак тестиса. Пре него што се орхиектомија сматра потребном, узимају се тестови функције јетре, туморски маркери и различити панели крви да се потврди присуство рака тестиса. Туморски маркери који се могу проверити укључују бета хумани хорионски гонадотропин, лактат дехидрогеназа и алфа фетопротеин. Ови маркери се поново проверавају након орхиектомије да се стадијум рака тестиса. Снимање, укључујући рентген грудног коша и абдоминални/пелвични ЦТ (компјутеризована томографија) се такође изводе након орхиектомије да се процени метастаза. Ингвинална орхиектомија је примарно лечење за било који канцерозни тумор који се налази у тестисима; међутим, у случајевима где су тумори мали, може се извести операција која штеди тестисе уместо тога.
Парцијална орхиектомија, такође позната као операција која штеди тестисе, је друга опција лечења за мање тестикуларне масе која постаје широко популарна у последњих неколико година. Ова опција лечења је алтернатива за уклањање маса рака тестиса које су <20 mm, имају високу вероватноћу да буду бенигне, и са негативним серумским туморским маркерима. Њене користи укључују очување плодности и нормалне хормонске функције.
Око половине герминалних ћелијских тумора рака тестиса су семиноми. Појединци са семиномима имају 80-85% вероватноће да имају дијагнозу стадијума 1 и појединац мора да се подвргне надзору сваких 3–6 месеци у првој години након орхиектомије, са абдоминалним/пелвичним ЦТ на 3, 6 и 12 месеци. Додатно лечење као што је хемотерапија може се дати ако имају факторе ризика за рецидив. Показано је да мушкарци са семиномом стадијума 1 након орхиектомије немају рецидив пет година након орхиектомије.

### Орхиектомија као компликација торзије тестиса
Међу децом и адолесцентима дијагностикованим са торзија тестиса, стопа орхиектомије је чак 42%. Иако је циљ током операције да се исправи увртање семенског канала, орхиектомија се изводи ако се тестис прегледа током операције да има мртво ткиво (некроза) и сумња се да више није функционални тестис (нема плодности). Кашњења у дијагнози и лечењу повећавају ризик од орхиектомије, при чему је дијагноза у првих четири до осам сати симптома критична за спречавање трајне исхемијске штете, смањене плодности и потребе за орхиектомијом.

### Орхиектомија за рак простате
Рак простате, ако није метастатски, обично се лечи радикалном простатектомијом или радиотерапијом. Ређе се орхиектомија користи за лечење рака простате. Рак простате расте у присуству тестостерона. Када је тестостерон присутан, „он се метаболише и претвара у дихидротестостерон (ДХТ) који стимулише раст ћелија простате. Ово доводи до нормалног раста простате код адолесцената али доприноси абнормалном расту ћелија код старијих мушкараца." Смањивање количине тестостерона у особи је један начин на који се лечи рак простате. Ако је рак простате заиста метастатски, онда се орхиектомија може користити „...да се укине стимулација ћелија рака инхибирањем тестикуларне производње тестостерона и тиме смањивањем нивоа андрогена у крви:  андрогенска депривациона терапија (АДТ)." Кастрација или орхиектомија је погодна опција за андрогенску депривациону терапију, и треба је користити ако је потребно врло брзо смањење нивоа тестостерона. Међутим, у последњим годинама, орхиектомија се не користи уобичајено јер је медицинска кастрација одржива опција. Медицинска кастрација значи да се лекови или медикаменти користе за потискивање производње андрогена као што је тестостерон. Неки примери лекова који се користе у медицинској кастрацији укључују леупролид, госерелин (Zoladex), бусерелин и триптерелин (Trelstar). Неке од нуспојава ових лекова укључују али нису ограничене на „Смањену сексуалну жељу и либидо, импотенцију, смањену величину тестиса и пениса, валунге, раст ткива груди (гинекомастија) и бол у грудима, стањивање костију или остеопорозу и ризик од прелома, анемију, губитак мишићне масе, повећање тежине, умор и проблеме са памћењем, и депресију."

### Орхиектомија за педијатријске туморе тестиса
До средине 1980-их, педијатријски тумори тестиса су се лечили у складу са смерницама за одрасле где је стандардна терапија била радикална ингвинална орхиектомија. Касније је откривено да се овај поступак претерано користи у педијатријској популацији, посебно оних у предпубертету, јер се претпостављало да је тумор малигнан. Откривено је да већина педијатријских регистара тумора претерано извештава малигне туморе и има пристрасно извештавање. Сада је утврђено да су већина тумора бенигне лезије и већина су случајеви тератома који се понашају бенигно код предпубертетских педијатријских појединаца заједно са другим бенигним туморима који су пријављени као што су: Сертолијев ћелијски тумор, Лајдигов ћелијски тумор и јувенилни тумори гранулозних ћелија. Већина малигних тумора пронађених код предпубертетских појединаца су чисти тумори жуманчане кесе. Постоји разлика у предпубертетским, постпубертетским и тестикуларним туморима одраслих у њиховој хистологији и нивоу малигности са малигним туморима који су ретки у предпубертетској педијатријској популацији. Размишљало се о пребацивању на операцију која штеди тестисе (ТСС) као што је парцијална орхиектомија специфично за предпубертетске педијатријске популације којима недостају знакови малигних тумора. Парцијална орхиектомија омогућава способност очувања хормонске функције и могућност репродукције у будућности. Такође је утврђено да повећава квалитет живота. У случају да је појединац педијатријски (<18 година) и постпубертетски са малигним тумором тестиса, мора следити препоручене стандардне смернице за одрасле и наставити са радикалном ингвиналном орхиектомијом.

#### Постпубертетске популације
Постпубертетска педијатријска популација и одрасли су под већим ризиком од малигних тумора и обично имају хистологију мешовитог герминалног ћелијског тумора. Њихово лечење прве линије је радикална орхиектомија; међутим, могу бити кандидати за операцију која штеди тестисе као што је парцијална орхиектомија, ако постоји присуство бенигног тумора. Иако је парцијална орхиектомија контроверзна за ову групу појединаца, утврђено је да је успешан поступак за бенигне масе као што су стромални тумори, епидермоидне цисте и фиброзни псеудотумори. Постоји већа употреба парцијалне орхиектомије код појединаца који имају малу, бенигну тестикуларну масу обично < 2 cm што указује на то да су тумори бенигни. Постоји ограничено података о величини тумора педијатријске популације, стога се величина не може користити као предиктор да тумор буде бенигнан.